# Кубок Словенії з футболу 2018—2019
Кубок Словенії з футболу 2018–2019 — 28-й розіграш кубкового футбольного турніру в Словенії. Титул вдруге поспіль здобула Олімпія (Любляна).

## Календар
| Раунд        | Дата                  | Матчі | Клуби   |
| ------------ | --------------------- | ----- | ------- |
| Перший раунд | 14-16 серпня 2018     | 12    | 28 → 16 |
| 1/8 фіналу   | 12-20 вересня 2018    | 8     | 16 → 8  |
| 1/4 фіналу   | 17-24/31 жовтня 2018  | 8     | 8 → 4   |
| 1/2 фіналу   | 3-4/23-24 квітня 2019 | 4     | 4 → 2   |
| Фінал        | 30 травня 2019        | 1     | 2 → 1   |

## Перший раунд
| Команда 1              | Рахунок | Команда 2            |
| ---------------------- | ------- | -------------------- |
| 14 серпня 2018         |         |                      |
| Турнище (3)            | 0:8     | Кршко                |
| 15 серпня 2018         |         |                      |
| Акумулятор (4)         | 1:7     | Брда (2)             |
| Град (3)               | 1:2     | Алюміній             |
| Драва Птуй (2)         | 0:2     | Браво (2)            |
| Відем (3)              | 1:2 дч  | Триглав              |
| Превалє (4)            | 5:1     | Крань (3)            |
| Сій Акроні Єсенице (4) | 0:12    | Копер (3)            |
| Плама (Подград) (3)    | 0:1     | Горіца               |
| Шампіон (3)            | 0:1 дч  | Іванчна-Горіца (3)   |
| Нафта (Лендава) (2)    | 2:1     | Анкаран Хрватіні (2) |
| Більє (2)              | 0:2     | Цельє                |
| 16 серпня 2018         |         |                      |
| Рогашка (2)            | 1:3     | Мура                 |

## 1/8 фіналу
| Команда 1          | Рахунок | Команда 2           |
| ------------------ | ------- | ------------------- |
| 12 вересня 2018    |         |                     |
| Мура               | 1:0     | Рудар (Веленє)      |
| Браво (2)          | 2:3     | Марибор             |
| Іванчна-Горіца (3) | 0:3     | Домжале             |
| Копер (3)          | 2:0     | Нафта (Лендава) (2) |
| 19 вересня 2018    |         |                     |
| Брда (2)           | 0:2     | Горіца              |
| Превалє (4)        | 0:3     | Алюміній            |
| Цельє              | 0:3     | Кршко               |
| 20 вересня 2018    |         |                     |
| Олімпія (Любляна)  | 2:1     | Триглав             |

## 1/4 фіналу
| Команда 1         | Заг.    | Команда 2         | 1-й матч | 2-й матч |
| ----------------- | ------- | ----------------- | -------- | -------- |
| 17/31 жовтня 2018 |         |                   |          |          |
| Копер (3)         | 1:6     | Олімпія (Любляна) | 0:5      | 1:1      |
| 23/31 жовтня 2018 |         |                   |          |          |
| Марибор           | 3:2     | Домжале           | 1:0      | 2:2      |
| 24/31 жовтня 2018 |         |                   |          |          |
| Кршко             | 2:2 (ч) | Алюміній          | 2:2      | 0:0      |
| Горіца            | 2:6     | Мура              | 0:3      | 2:3      |

## 1/2 фіналу
| Команда 1        | Заг. | Команда 2         | 1-й матч | 2-й матч |
| ---------------- | ---- | ----------------- | -------- | -------- |
| 3/24 квітня 2018 |      |                   |          |          |
| Марибор          | 2:1  | Мура              | 1:0      | 1:1      |
| 4/23 квітня 2018 |      |                   |          |          |
| Алюміній         | 1:6  | Олімпія (Любляна) | 1:2      | 0:4      |

## Фінал
| 30 травня 2019 21:15 (EEST) |

| Олімпія (Любляна) | 2:1      | Марибор              |
| ----------------- | -------- | -------------------- |
| Савич 17', 75'    | Протокол | Маркос Таварес 90+2' |

| Арена Петрол, Цельє Глядачів: 8 623 Арбітр: Матей Юг |